# Velké Svatoňovice (tvrz)
Tvrz Velké Svatoňovice (také nazývána Na Valech nebo Valovský statek) je bývalá středověká tvrz v obci Velké Svatoňovice. Dnes na jejím místě stojí statek, který je spolu s pozůstatky opevnění chráněn jako kulturní památka.

## Historie
Doklady o založení tvrze neexistují. Nejspíše byla založena v průběhu 13. století. Vyplývá tak z předpokladu, že byla tvrz založena dříve, než nedaleký hrad Vízmburk. Podle pověsti byla tvrz vystavěna již roku 1009 vladykou Bartolomějem Svatoněm.
Koncem 13. století připadly Svatoňovice pánům ze Švábenic. Prvně se pak zmiňují roku 1357, kdy zde sídlil Albert ze Skalice (později se psal i jako Albert ze Svatoňovic). Dne 26. července 1386 pak Svatoňovice připadly k vízmburskému panství. Tvrz poté ztratila na významu a zanikla. Na jejích základech byl vybudován statek, kterému se po valech, kterého obklopovaly, říkalo valovský.
Dne 10. června 1762 byl statek vypálen ruskými kozáky během sedmileté války. Statek byl však znovu postaven.

## Popis
Z původní tvrze nezbylo nic kromě valů obklopujících budovu. Pod dvorem se nachází gotické sklepy s valenou klenbou. V severovýchodním čele dvora se nacházel vstup do tvrze a další, dnes již zasypané sklepení pod stodolou. Statek má sedlovou střechu.